# جون جوزيف إيدزيك
جون جوزيف إدزيك الأبولد يوم 25 جوان 1928 بفيلادلفيا وتوفي في 7 ديسمبر 2013 عن عمر 85 سنة كان لاعب ومدرب كرة قدم أمريكية. وكان المدير الفني لفريق جامعة دوترويت لكرة القدم حتى أوقفت المدرسة برنامجها في عام 1964. شغل مناصب تدريب مساعد في جامعة تينيسي، جامعة ميريلاند، جامعة تولين، في الدوري الوطني لكرة القدم الامريكية (NFL) مع ميامي دولفينز، فيلادلفيا إيغليز، نيويورك جيتز، وفي الدوري الكندي لكرة القدم (CFL). مع فريق اوتاوا روغ ريدرز. لعب إدزيك كرة القدم الجامعية في جامعة ماريلاند.